# Martindale
Martindale – wieś i civil parish w Anglii, w Kumbrii, w dystrykcie (unitary authority) Westmorland and Furness. W 2001 civil parish liczyła 49 mieszkańców. Ma 11 wymienionych budynków. Ma 2 kościoły.